# خانه بهروز
خانه بهروز مربوط به دوره صفوی است و در اصفهان، خیابان چهار باغ پائین، کوچه آقا جان بیک (کوی گرگ یراقها) واقع شده و این اثر در تاریخ ۷ مهر ۱۳۵۴ با شمارهٔ ثبت ۱۰۹۹ به‌عنوان یکی از آثار ملی ایران به ثبت رسیده‌است.